# Australian Venture
Das Vollcontainerschiff Australian Venture war ein Containerschiff der dritten Generation. Es war das erste und typgebende von fünf Schiffen der Australian-Venture-Klasse.

## Geschichte
Die Werft Bremer Vulkan, Schiffbau und Maschinenfabrik, in Bremen-Vegesack bekam Mitte 1974 den Auftrag von einer neuseeländischen Reedereigruppe zur Entwicklung und den Bau von fünf Vollcontainerschiffen für den Einsatz zwischen Australien / Neuseeland und europäischen Kontinentalhäfen. Nach umfangreichen Schleppversuchen entschieden die Auftraggeber sich für einen Schiffsentwurf ohne ein paralleles Mittelschiff und einem keilförmigen Wulstbug. Die spätere praktische Erprobung unter Seebedingungen bestätigte durch gute Ergebnisse die theoretisch erworbenen Erkenntnisse.
Die Reederei Australien National Line aus Melbourne, war ab Oktober 1969 am AECS (Australia Europe Container Service) beteiligt und verließ diesen Mitte 1972 gemeinsam mit der Associated Container Transportation, um einen eigenen Dienst aufzubauen. Ab Mai 1977, nur kurz nach Ablieferungsbeginn der Australian Venture-Baureihe, traten beide Reedereien erneut in den AECS-Dienst zwischen Australien/Neuseeland und Europa ein, der ab 1978/79 auch Neuseeland einschloss und ab dann als ANZECS (Australia New Zealand Europe Container Service) firmierte.

## Das Schiff
Nach umfangreichen Schleppversuchen entschieden die Auftraggeber sich für einen Schiffsentwurf ohne ein paralleles Mittelschiff und einem keilförmigen Wulstbug. Die spätere praktische Erprobung unter Seebedingungen bestätigte durch gute Ergebnisse die theoretisch erworbenen Erkenntnisse. Das Schiff hatte acht Laderäume vor und vier hinter den Aufbauten, die von Drillingsdeckeln in Pontonform verschlossen wurden.

### Die Maschinenanlage
Die Australian Venture wurde von 2 MAN-Dieselmotoren des Typs K8 SZ 90/160A mit einer Leistung von je 19.600 kW angetrieben. Sie arbeiteten mit einer Drehzahl von 122 Umdrehungen in der Minute auf je einen fünfflügeligen Propeller. Die ruhiglaufenden Achtzylindermotoren mit einer Synchronisierungsautomatik, die den Gleichlauf der Maschinen sicherstellten, erwiesen sich als günstig. Aus Platzgründen bei der Wahl der Maschinenanlage wurde sie im halbachteren Bereich des Schiffes angeordnet.

### Die Kühlcontainer

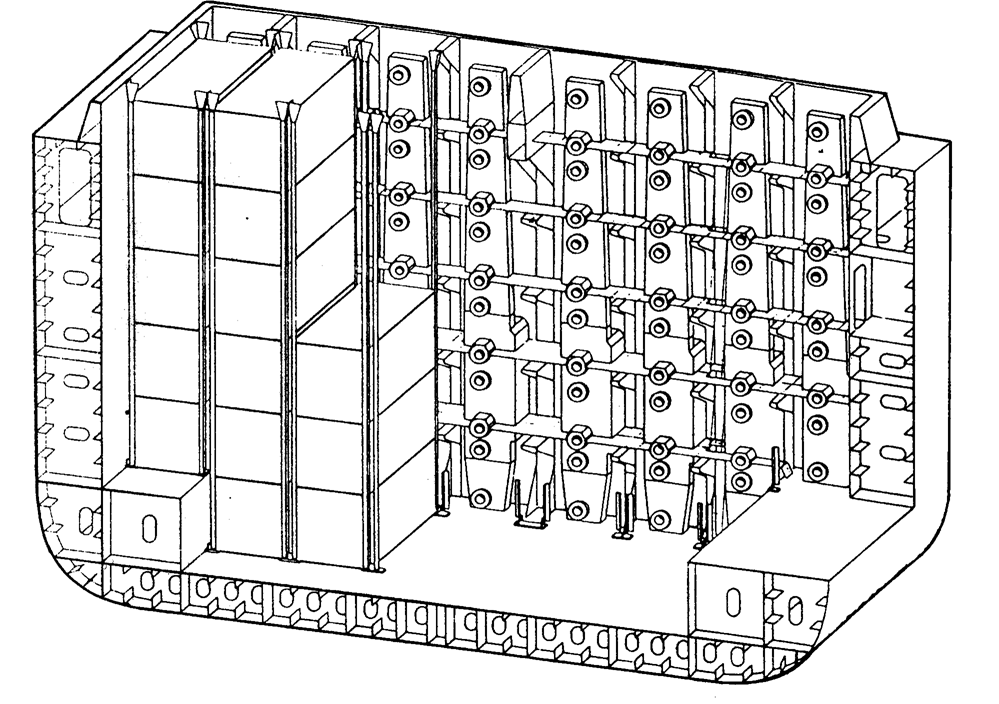
Diese Schiffe erhielten senkrechte Kühlstäbe

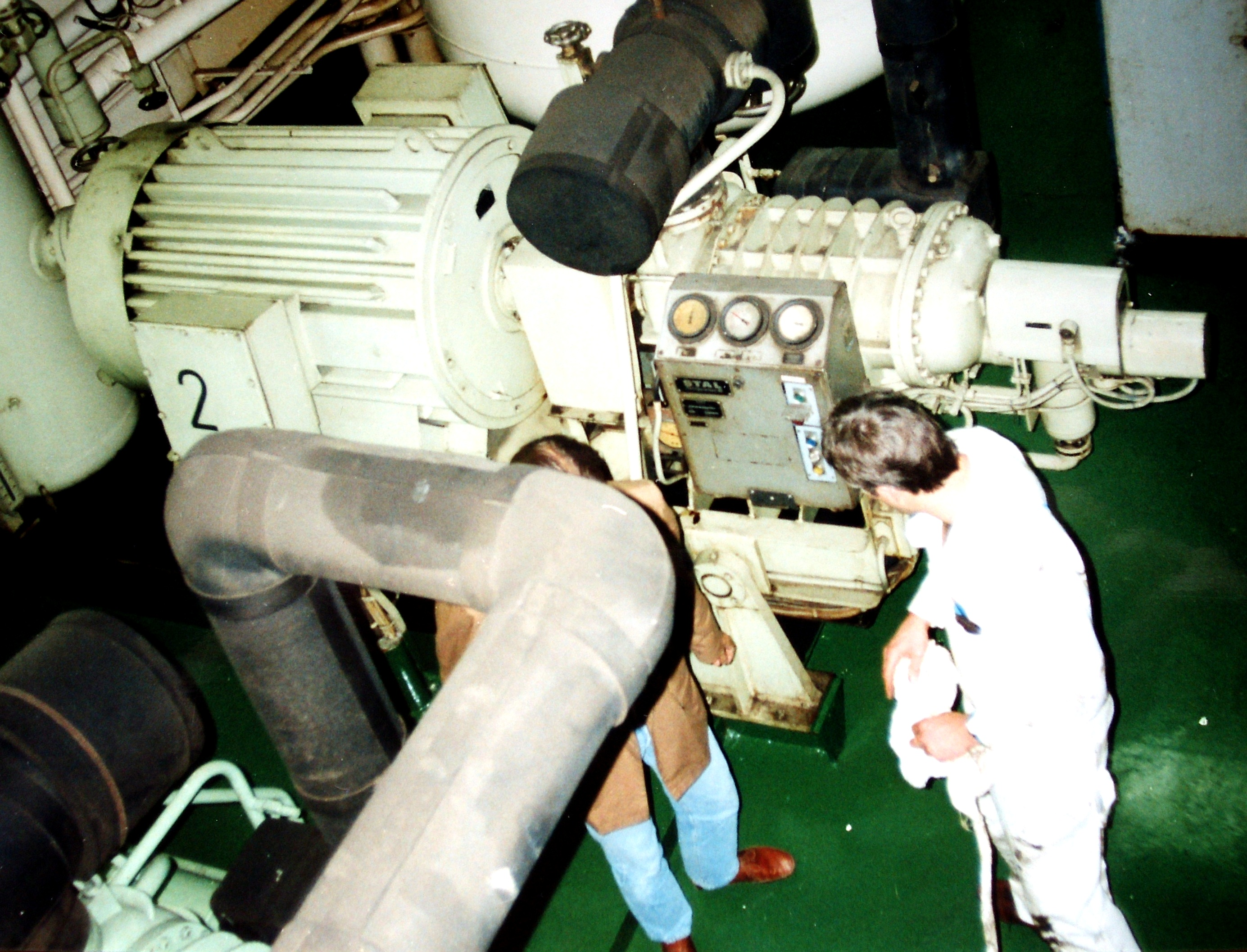
Einer der Kälteverdichter für die Versorgung der Kühlstäbe eines Kühlcontainerschiffes

Die Kühlladung wurde in Kühlcontainern gefahren, die zu dieser Zeit in zwei Kategorien eingeteilt wurden
- Container, die mit Kaltluft aus der schiffsfesten Ladungskühlanlage gekühlt werden (Conair-Container, Porthole-Container), die über Kupplungen an waagerechte oder senkrechte Kühlstäbe angeschossen wurden und
- Container mit integrierter Kälteanlage (Integralcontainer, Integral-Reefer), die über Kabel an des E-Netz des Schiffes oder des Hafens angeschlossen wurden

Ausgelegt war das Schiff für den Transport von bis zu 2.700 TEU. Für mehr als 900 20 Fuß-Container waren in den Laderäumen Anschlüsse an das bordeigene Kühlsystem vorhanden. Es waren Kühlcontainer nach dem Porthole-Prinzip, die über senkrechte Kühlstäbe mit Kaltluft von schiffsfesten Ladungskühlanlagen versorgt wurden. Die Überwachung der Kühlanlage erfolgte durch eine digitalisierte Messwerterfassung mit einer automatischen Steuerung bei Messwertabweichungen.
Neben der üblichen Navigations- und Funkeinrichtung verfügte das Schiff über ein für die damalige Zeit modernes Satellitennavigationssystem vom Typ Marconi Apollon II.

## Verbleib
Im Jahre 1996 übernahm die Lavicer Investment Corp., Panama, das Schiff unter dem Management der Mediterranean Shipping Company mit Sitz in Genf. Es erhielt den Namen MSC Nuria mit dem Heimathafen Panama. 2006 wurde es als Rio im Dezember 2006 zum Abbruch in Alang in Indien gestrandet.